# 罗梅塔
罗梅塔（義大利語：Rometta），是意大利西西里大区墨西拿廣域市的一个市镇。总面积32.5平方公里，人口6615人，人口密度203.5人/平方公里（2009年）。ISTAT代码为083076。